# 苏莉
苏莉（1969年10月—），女，汉族，中华人民共和国政治人物。现任云南省农垦局局长，民建中央常委，民建云南省委主委。第十四届全国政协委员。